# Seasons (赤西仁單曲)
《Seasons》是日本傑尼斯藝人赤西仁(繼以LANDS的名義結束後之第三張個人單曲)，於2011年12月28日華納音樂日本發售。

## 解說
- 此張單曲為赤西仁，在華納音樂日本的第二張個人名義單曲。
- 初回限定盤有四種，分別代表春、夏、秋、冬，通常盤一種。
- 「Seasons」為赤西仁作詞作曲

## 收錄曲

### CD
- Seasons

−作詞･作曲：赤西仁
- The Fifth Season

−作詞･作曲：赤西仁
- Seasons（Instrumental）
- The Fifth Season （Instrumental）

### DVD
（僅初回限定盤）
- 「Seasons」Music Video
- 「Seasons」Music Video 撮影構成影像